# Tomáš Hájek
Tomáš Hájek (Zlín, 1º dicembre 1991) è un ex calciatore ceco, di ruolo difensore.

## Caratteristiche tecniche
È un difensore centrale.

## Carriera
Cresciuto nelle giovanili dello Trinity Zlín, ha esordito il 6 marzo 2011 in occasione del match di campionato perso 2-0 contro il Kladno. Dopo varie esperienze in Repubblica Ceca, il 28 giugno 2019 si trasferisce nei Paesi Bassi al Vitesse.

## Statistiche

### Presenze e reti nei club
Statistiche aggiornate al 9 agosto 2018.
| Stagione           | Squadra            | Campionato         | Campionato | Campionato | Coppe nazionali | Coppe nazionali | Coppe nazionali | Coppe continentali | Coppe continentali | Coppe continentali | Altre coppe | Altre coppe | Altre coppe | Totale | Totale | Totale |
| Stagione           | Squadra            | Comp               | Pres       | Reti       | Comp            | Pres            | Reti            | Comp               | Pres               | Reti               | Comp        | Pres        | Reti        | Pres   | Reti   |        |
| ------------------ | ------------------ | ------------------ | ---------- | ---------- | --------------- | --------------- | --------------- | ------------------ | ------------------ | ------------------ | ----------- | ----------- | ----------- | ------ | ------ | ------ |
| 2010-2011          | Trinity Zlín       | FNL                | 8          | 0          | CRC             | 0               | 0               |                    | -                  | -                  |             | -           | -           | 8      | 0      |        |
| 2011-2012          | Trinity Zlín       | FNL                | 17         | 0          | CRC             | 0               | 0               |                    | -                  | -                  |             | -           | -           | 17     | 0      |        |
| 2012-2013          | Trinity Zlín       | FNL                | 10         | 0          | CRC             | 0               | 0               |                    | -                  | -                  |             | -           | -           | 10     | 0      |        |
| 2012-2013          | Hradec Králové     | 1L                 | 6          | 0          | CRC             | 0               | 0               |                    | -                  | -                  |             | -           | -           | 6      | 0      |        |
| 2013-2014          | Trinity Zlín       | FNL                | 25         | 0          | CRC             | 1               | 0               |                    | -                  | -                  |             | -           | -           | 26     | 0      |        |
| 2014-2015          | Trinity Zlín       | FNL                | 29         | 0          | CRC             | 1               | 0               |                    | -                  | -                  |             | -           | -           | 30     | 0      |        |
| 2015-2016          | Trinity Zlín       | 1L                 | 27         | 1          | CRC             | 3               | 0               |                    | -                  | -                  |             | -           | -           | 30     | 1      |        |
| 2016-2017          | Trinity Zlín       | 1L                 | 15         | 2          | CRC             | 2               | 0               |                    | -                  | -                  |             | -           | -           | 17     | 2      |        |
| Totale Fastav Zlín | Totale Fastav Zlín | Totale Fastav Zlín | 131        | 3          |                 | 7               | 0               |                    | -                  | -                  |             | -           | -           | 138    | 3      |        |
| 2016-2017          | Viktoria Plzeň     | 1L                 | 5          | 0          | CRC             | 0               | 0               |                    | -                  | -                  |             | -           | -           | 5      | 0      |        |
| 2017-2018          | Viktoria Plzeň     | 1L                 | 19         | 1          | CRC             | 1               | 0               | UCL+UEL            | 2+6                | 0                  |             | -           | -           | 28     | 1      |        |
| Totale carriera    | Totale carriera    | Totale carriera    | 161        | 4          |                 | 8               | 0               |                    | 8                  | 0                  |             | -           | -           | 177    | 4      |        |